# Chasmocranus chimantanus
Chasmocranus chimantanus és una espècie de peix de la família dels heptaptèrids i de l'ordre dels siluriformes.

## Morfologia
Els mascles poden assolir els 8,9 cm de llargària total.

## Distribució geogràfica
Es troba a la conca del riu Orinoco a Veneçuela.